# Lauren Tom
Lauren Tom est une actrice américaine née le 4 août 1961 à Chicago.

## Biographie

### Carrière
Elle est particulièrement connue pour le rôle de Julie dans les deux premières saisons de la série Friends, ainsi que pour ses rôles dans de nombreuses œuvres d'animation, étant notamment la voix d'Amy Wong dans Futurama ainsi que celle de nombreux personnages de l'univers DC Comics, dont Angela Chen, Dana Tan, l'agent Marcia Lee et Docteur Light dans le DC Animated Universe ou encore Gizmo et Jinx dans les séries Teen Titans et Teen Titans Go!.
De 2017 à 2019, elle interprète le rôle de Celia Mack dans la série de Disney Channel, Andi.

## Filmographie

### Cinéma
- 1983 : Doonesbury: A Broadway Musical : Ching 'Honey' Huan
- 1984 : Nothing Lasts Forever (en) : Eloy
- 1987 : Magic Sticks : Redhead
- 1987 : Wall Street d'Oliver Stone : Lady Broker
- 1989 : Rooftops de Robert Wise : Audry
- 1989 : Pas nous, pas nous (See No Evil, Hear No Evil) d'Arthur Hiller : Mitzie
- 1990 : Blue Steel de Kathryn Bigelow : Female Reporter
- 1990 : Cadillac Man de Roger Donaldson : Helen - Dim Sum Girl
- 1992 : Man Trouble de Bob Rafelson : Adele Bliss
- 1993 : Le Club de la chance (The Joy Luck Club) de Wayne Wang : Lena St. Clair
- 1993 : M. Jones (Mr. Jones) : Amanda Chang
- 1994 : Pour l'amour d'une femme (When a Man Loves a Woman) de Luis Mandoki : Amy
- 1994 : L'Irrésistible North (North) de Rob Reiner : Mme Ho
- 1998 : Batman et Mr. Freeze : Subzero (Batman and Mr Freeze: SubZero) (vidéo) de Boyd Kirkland : Mariko (voix)
- 1998 : With Friends Like These de  Philip Frank Messina : Yolanda Chin
- 1998 : Susan a un plan (Susan's Plan) de John Landis : Carol
- 1999 : Y2K de Dick Lowry : Ann Lee
- 1999 : Catfish in Black Bean Sauce : Mai
- 2000 : Batman, la relève : Le Retour du Joker (Batman Beyond: Return of the Joker) de Curt Geda : Dana Tan (voix)
- 2001 : Jack the Dog : Angel
- 2002 : La Famille Delajungle, le film (The Wild Thornberrys Movie) de Cathy Malkasian et Jeff McGrath : voix additionnelles
- 2003 : Manhood : Bambi
- 2003 : Kim Possible: The Secret Files (vidéo) : Yoshiko (voix)
- 2003 : Méchant Père Noël (Bad Santa) : Lois
- 2004 : Scott, le film (Teacher's Pet) de Timothy Björklund : Younghee (voix)
- 2004 : Mulan 2 (Mulan II) (vidéo) de Darrell Rooney et Lynne Southerland : Su (voix)
- 2004 : En bonne compagnie (In Good Company) de Paul Weitz : Obstétricien
- 2006 : God's Waiting List : Sylvia
- 2022 : Moving On de Paul Weitz : Ava

### Télévision

#### Séries télévisées
- 1985 : Cosby Show : Mme Gwynne (saison 2 épisode 11)
- 1991 : Code Quantum : Sophie (saison 3, épisode 16)
- 1995 : Une nounou d'enfer : Kim (saison 2, épisode 25)
- 1995 : Friends : Julie (fin de la saison 1 et début de la saison 2)
- 1999 : The Kids from Room 402 : Jordan (voix)
- 1999 : Rocket Power : Trish / Sherry  (voix)
- 2000 :  Scott, premier de la classe (en) : Younghee / voix additionnelles (voix)
- 2000 : DAG : Ginger Chin
- 2001-2004 : Ma famille d'abord (My Wife and Kids) : « Miss Tigre et Dragon », la serveuse au restaurant, Mme Ki et Annie Hoo (saison 2, épisode 16 et 17 ; saison 4, épisode 16 ; saison 5, épisode 8 )
- 2001 : Max Steel : Laura Chen
- 2001 : Samouraï Jack (Samurai Jack) : voix additionnelles
- 2001-2002 : Le Projet Zeta (The Zeta Project) : Agent Lee (voix)
- 2002 : Fillmore ! : Karen Tehama (voix)
- 2003 : Clifford's Puppy Days : Shun (voix)
- 2003 : Monk (saison 2, épisode 09) : Mme Ling
- 2004 : The Infinite Darcy : Darcy Chang (voix)
- 2005 : American Dragon: Jake Long : la mère de Jake / voix additionnelles (voix)
- 2005 : W.I.T.C.H. : Grandma Yan Lin (voix)
- 2006 : Men in Trees : Leçons de séduction (Men in Trees) : Mai Washington
- 2012-2014 : Supernatural : Linda Tran (3 épisodes)
- 2013 : Teen Titans Go! : Gizmo et Jinx
- 2013 : The Newsroom : Kathy Ling (saison 2, épisodes 8 et 9)
- 2015 : Pretty Little Liars : Rebecca Marcus (saison 5)
- 2015 :  La Ligue des justiciers : Dieux et Monstres : Lara
- 2017-2019 : Andi : Celia Mack (57 épisodes)
- 2022 : The Rookie : Le Flic de Los Angeles : Mme Chen, mère de Lucy

#### Téléfilms
- 1984 : Mom's On Strike : Sarah
- 1990 : Angel of Death de Bill L. Norton : Julie
- 1995 : Kidnappé (In the Line of Duty: Kidnapped) : Lily Yee
- 1995 : Le Mystère de la montagne ensorcelée (Escape to Witch Mountain) : Claudia Ford
- 1996 : Superman: The Last Son of Krypton : Angela Chen (voix)
- 1997 : Passion violée (Tell Me No Secrets) : Connie Ching
- 1997 : Murder Live! : Marge Fong
- 1998 : The Batman/Superman Movie : Angela Chen (voix)
- 1999 : Batman, la relève : Le Film (Batman Beyond: The Movie) de Dan Riba et Butch Lukic : Dana Tan (voix)
- 2000 : The Kids Next Door : Numbah Three (voix)
- 2002 : The Chang Family Saves the World
- 2005 : In from the Night : Dr Myra Chen
- 2005 : Kim Possible, le film : Mission Cupidon : Yoshiko (voix)